# گامتوسیت

تصویر شماتیک بخشی از فرایند گامتوژنز

گامتوسیت (به انگلیسی: Gametocyte) یک سلول زایای یوکاریوتی است که طی فرایند گامتوژنز با تقسیم میتوز به سلول‌های گامتوسیت مشابه خود تقسیم شده یا با تقسیم میوز به گامتیدها تقسیم می‌شود. گامتوسیت‌های نر، اسپرماتوسیت و گامتوسیت‌های ماده، اووسیت نامیده می‌شوند.